# Неупокоев, Константин Константинович
Константин Константинович Неупокоев (1884—1924) — русский морской офицер, мореплаватель, гидрограф, исследователь Восточной Арктики, помощник руководителя Гидрографической экспедиции Северного Ледовитого океана, участник первого в истории сквозного плавания с востока на запад по Северному морскому пути. Один из инициаторов возрождения Гидрографической экспедиции в советское время. Начальник Управления безопасности кораблевождения Сибири. Его именем назван ряд географических объектов России (остров, мыс, лагуна, залив, бухта, коса), а также гидрографическое судно.

## Биография
Константин Константинович Неупокоев родился 11 (23) сентября 1884 года в Санкт-Петербурге в многодетной семье (12 детей) потомственного моряка генерал-майора Корпуса флотских штурманов К. М. Неупокоева. Четверо из пяти сыновей — Владимир, Леонид, Константин и Дмитрий стали морскими офицерами.
После окончания гимназии поступил в Морской кадетский корпус в Санкт-Петербурге. За успешное окончание Морского корпуса был награждён премией адмирала П. С. Нахимова. 21 февраля 1905 года произведён по экзамену в мичманы и направлен для прохождения службы на Дальний Восток, где ещё продолжалась русско-японская война, в Сибирский флотский экипаж. Был назначен вахтенным начальником на бронепалубный крейсер «Богатырь», участвовал в заграничном плавании.

### Участие в научных экспедициях
В 1906 году был назначен на должность старшего штурмана транспорта «Шилка», на котором производил описание Квантунского полуострова и восточного побережья Камчатки, выполнял промеры в морях Тихого океана. 6 декабря 1909 года произведён в лейтенанты.

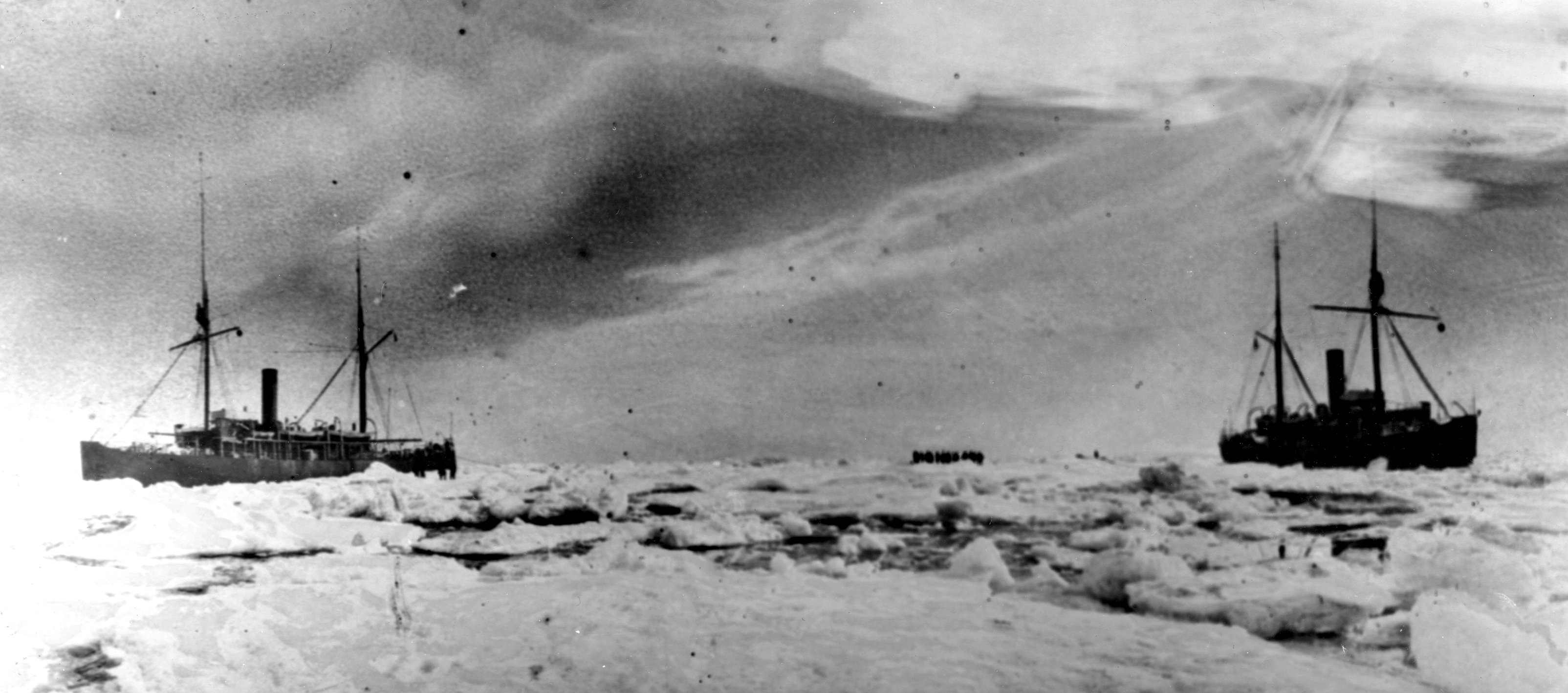
Ледоколы «Таймыр» и «Вайгач», участвующие в гидрографической экспедиции в 1910—1915 г.г.

В 1910 году переведён старшим штурманом на ледокольный пароход «Вайгач» (командир — капитан 2-го ранга А. В. Колчак), руководил гидрографическими работами. В качестве помощника начальника Гидрографической экспедиции Северного Ледовитого океана полковника Корпуса флотских штурманов И. С. Сергеева 3 (16) сентября 1913 года Неупокоев одновременно с Н. И. Евгеновым на «Вайгаче» и Л. М. Старокадомским на «Таймыре» первым увидел архипелаг Северная Земля, участвовал в открытиях пролива и острова Вилькицкогo, островов Малый Таймыр, Старокадомскогo и Новопашенного (с 1926 года — остров Жохова). В 1912 году «за самоотверженные труды» был награждён орденом Святой Анны 3-й степени.
В 1914—1915 годах, во время первого в истории сквозного плавания с востока на запад по Северному морскому пути, выполнял гидрографические работы. Вместе с другими членами команды зимовал в районе мыса Челюскин на затёртом льдами ледоколе «Вайгач». 1 (14) октября 1915 года прибыл в Архангельск. Принимал участие в разработке первой схемы поверхностных течений в западной части Чукотского моря, составил описание открытых в 1911—1915 годах островов, его записи легли в основу первых лоций Енисейского залива в «Материалах по лоции Сибирского моря» (опубликованы в 1922 году).
12 (25) ноября 1915 года был награждён орденом Святого Станислава 2-й степени. 6 (19) декабря 1915 года был произведён в старшие лейтенанты за отличие. Переведён во флотилию Северного ледовитого океана, где последовательно командовал зачисленным в сторожевые суда: транспортом «Вайгач» (1916), минным заградителем «Уссури», а также до 1918 года линейным ледоколом «Святогор» (позже переименован в «Красин») в период его достройки и испытаний в Англии.
После Октябрьской революции 1917 года встал на сторону советской власти. Был одним из инициаторов возрождения Гидрографической экспедиции в апреле 1918 года. В годы Гражданской войны на Севере командовал специальным отрядом экспедиции Западно-Сибирского района Северного ледовитого океана под руководством Б. А. Вилькицкого. Сразу же после разгрома войск адмирала А. В. Колчака Неупокоев развернул в Красноярске подготовку к гидрографическому обеспечению плавания судов Хлебной экспедиции из Архангельска в устья Оби и Енисея. В навигацию 1919 года по заданию Временного Северного правительства организовал и перевёл из Архангельска в устье Оби и Енисея отряд из пяти гидрографических судов. После установления советской власти в Северной области принял командование над этим отрядом.
В 1922 году был назначен в Омске начальником Управления по обеспечению безопасности кораблевождения в Карском море и устьях сибирских рек (УБЕКО Сибири). Обеспечивал безопасность плавания судов Карских товарообменных экспедиций. В том же году возглавил первый советский заграничный поход гидрографического судна «Метель» из Петрограда вокруг Скандинавии, по Карскому морю к Енисею. В 1923 году Неупокоеву было поручено разработать морские лихтеры, предназначенные для плаваний по Северному морскому пути.
Скончался 19 января 1924 года от заражения крови после неудачной операции аппендицита. Похоронен на Шуваловском кладбище Санкт-Петербурга.

## Награды
За время службы в Российской империи был награждён орденами и медалями, среди них:
- орден Святого Станислава 3-й степени (15 мая 1906);
- орден Святой Анны 3-й степени (25 марта 1912);
- орден Святого Станислава 2-й степени (12 ноября 1915)
- тёмно-бронзовая медаль «В память русско-японской войны» (1906);
- светло-бронзовая медаль «В память 300-летия царствования дома Романовых» (1913);
- светло-бронзовая медаль «В память 200-летия морского сражения при Гангуте» (1915).

## Семья
Константин Константинович Неупокоев был женат. Имел трёх детей (Вячеслав, Борис, Константин). Младший сын — Константин родился в 1924 году, через полтора месяца после смерти отца.

## Память
Именем Константина Константиновича Неупокоева были названы:
- Остров и коса в Гыданском заливе. Неупокоев установил его островное положение в 1921 году. Назван Гидрографическим управлением в 1930-е годы.
- Мыс и лагуна на юго-западе острова Большевик. Мыс открыт в 1914 году гидрографической экспедицией Северного ледовитого океана. Назван позднее по ходатайству начальника Убекосибири Н. Ф. Тимофеевского и гидрографа Морозова. Лагуна получила название от мыса в 1950-е годы.
- Залив между заливами Русанова и Седова на восточном побережье Северного острова Новой Земли. Открыл в 1910 году В. А. Русанов и назвал именем Ильи Вылки. Название не прижилось. Современное название дала в 1925 году экспедиция Института по изучению Севера на судне «Эльдинг».
- Бухта на о. Преображения в море Лаптевых. Названа в 1914 году гидрографической экспедицией Северного ледовитого океана.
- Гидрографическое судно «Неупокоев», названо в 1924 году.